# Lilla Karlsö
Lilla Karlsö (schwedisch: Kleine Karlsinsel) ist eine schwedische Insel knapp drei Kilometer vor der gotländischen Westküste. Die Insel ist ein unbewohntes Naturreservat, das mit 1,3 km² etwas kleiner als die Schwesterinsel Stora Karlsö ist, mit 66 m über dem Meeresniveau jedoch etwas höher liegt. Das Reservat ist Teil des europäischen Netzwerkes Natura 2000. In der Sommersaison erreicht man es per Boot von Djupvik aus.

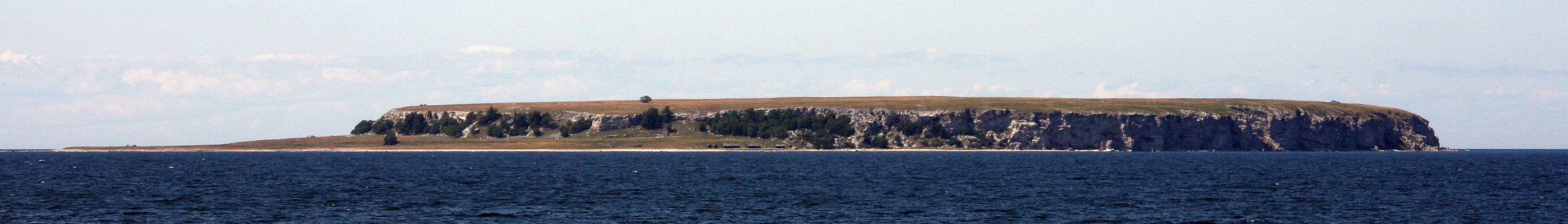
Lilla Karlsö

In einer mehrstündigen Rundwanderung werden Besucher, zumeist von ausgebildeten Ornithologen, über die Insel geführt. An der bewaldeten südlichen Steilküste enthüllt eine kleine Schiffssetzung aus der Bronze- oder Eisenzeit, dass das Eiland nicht immer menschenleer war. Die westliche Steilküste hat tiefe Grotten, die sich heute 25 m bzw. 35 m über dem Meeresspiegel befinden. Sie wurden vor 5.000–10.000 Jahren aus dem Kalkgestein gespült und durch die postglaziale Landhebung angehoben. An einer Stelle befindet sich ein imposanter Rauk. An der Nordküste liegen Aussichtspunkte, von denen aus die Tordalk- und Trottellummenkolonien auf den Klippen beobachtet werden können. Auf dem baumlosen Plateau der Alvar mit seinen ausgedehnten Orchideenfeldern werden 200 Schafe gehalten. Bei diesen grau- oder schwarzwolligen Tieren einer altertümlichen Rasse, die vom Aussterben bedroht war, tragen auch die Mutter- und Jungtiere Hörner.
Die Insel mit ihren Schafen wird im 13. Kapitel des Romans Die wunderbare Reise des kleinen Nils Holgersson mit den Wildgänsen von Selma Lagerlöf beschrieben.